# PMインターナショナル
PM-International AGは、シェンゲン（ルクセンブルク）に本社を置くサプリメントや化粧品のメーカーである。

## 沿革

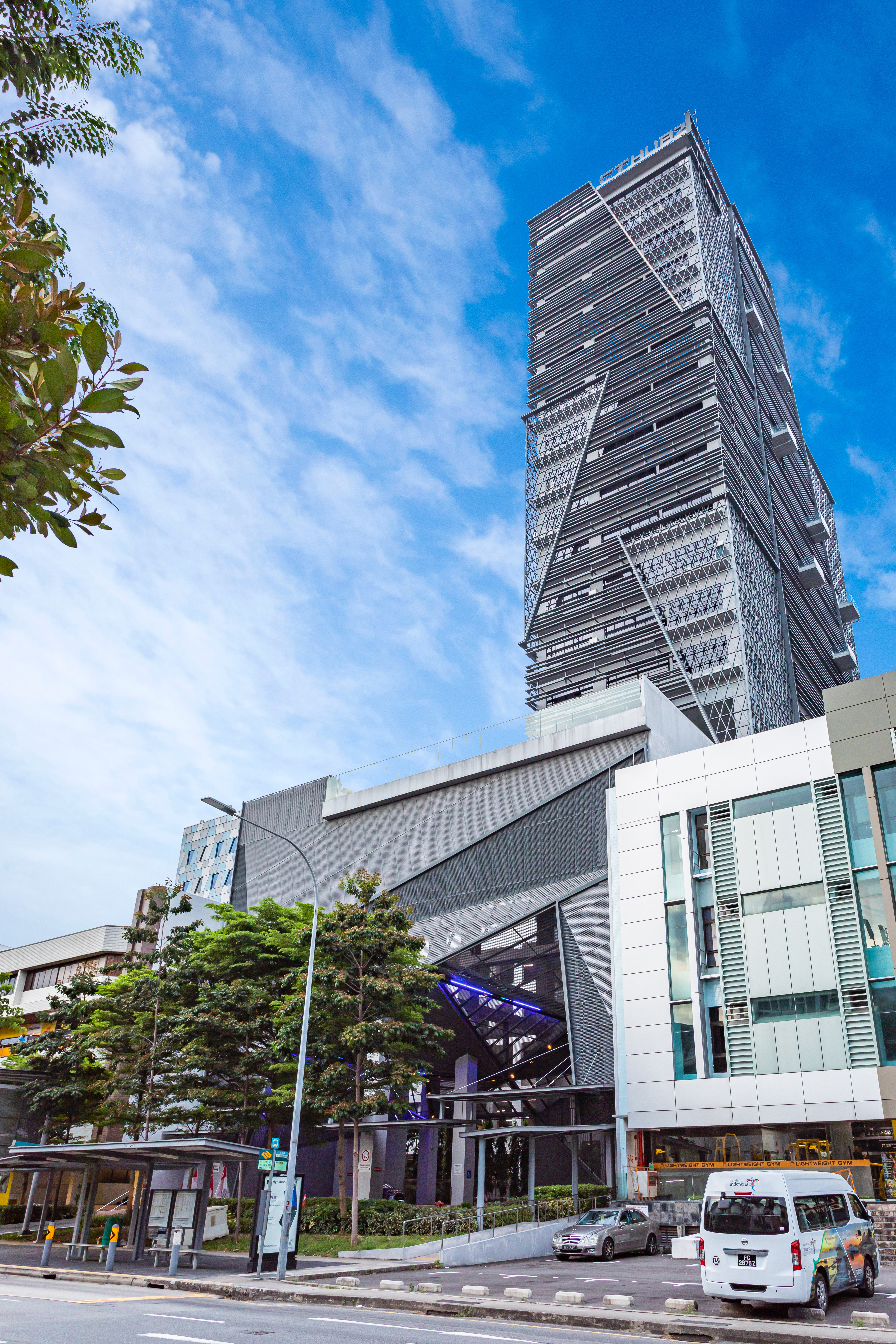
PM-シンガポールの国際本部アジア太平洋 (2020)

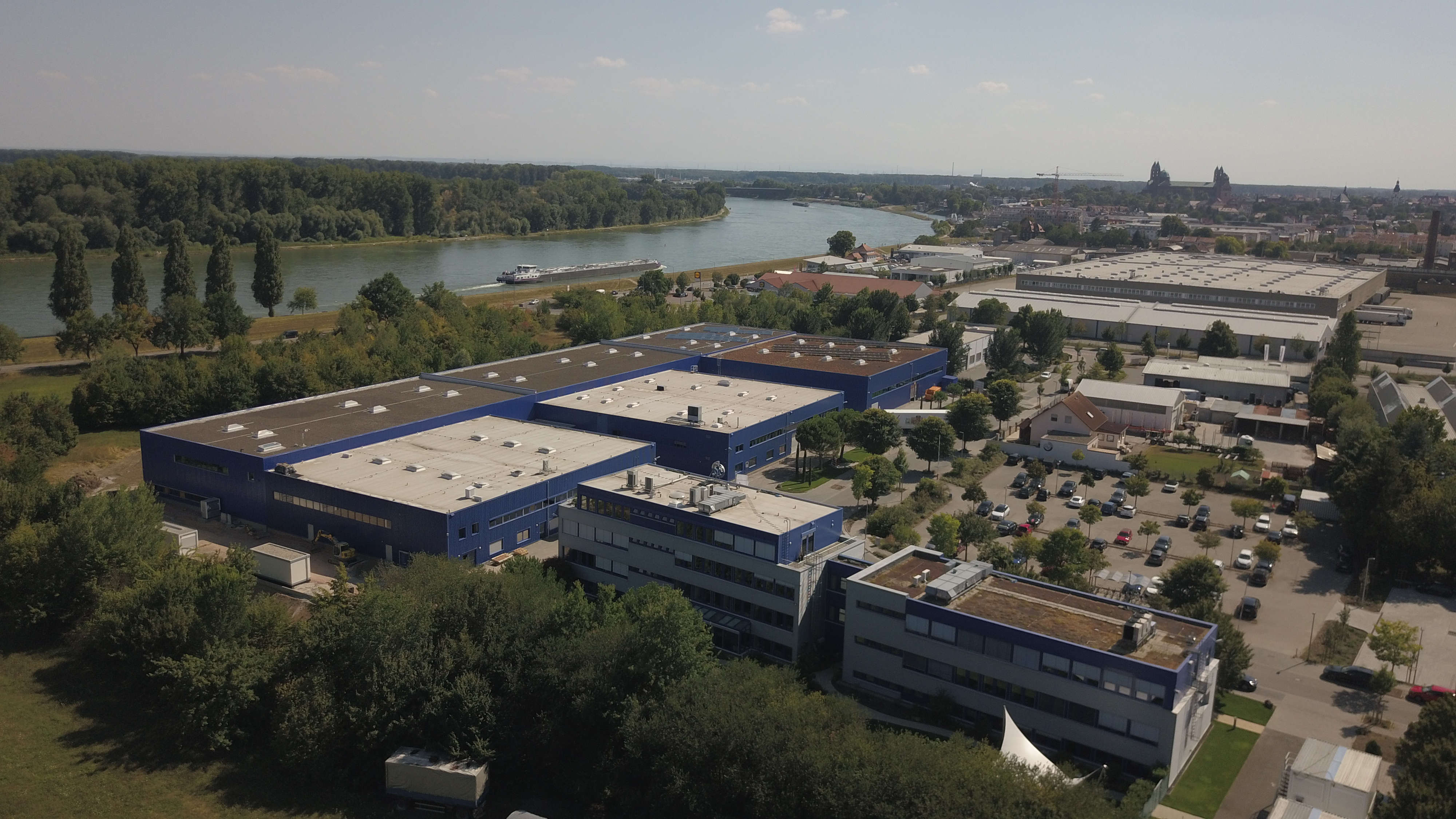
欧州物流センター（2020）

PM Internationalは、1993年にロルフ・ゾルク（Rolf Sorg）によってリンブルガーホーフに設立された。同年、ポーランドに初の海外支店を開設。翌年、ルクセンブルクにPM-International-Holdingが設立された。
2003年、同社はシュパイアー（ ラインラント＝プファルツ州）に物流センターを開設。2005年には、GmbH（有限会社）から非上場の株式会社へと法的形態を変更する。
2013年の時点で、PM-Internationalはヨーロッパ内外30以上の直販拠点で事業を展開している。さらに15万人もの独立販売パートナーが同社の製品を販売している。同年の年間売上高は、2億米ドルにもおよんでいる。
2015年、同社はシンガポールにアジア太平洋地域の販売拠点を設立。同年、本社をルクセンブルクのシェンゲンへと移転する。
2019年、シュパイアーの第4倉庫の建設工事に取り掛かる。2020年には、ベルギーのアレンドンク に進出を果たす。同年、販売パートナーが販売時に直接収入を受け取る独自の決済システム「PM Direct Cash」を、米国でのテストプロセスを経てヨーロッパでも導入した。

## 企業構造
PM Internationalは、世界40か国以上に45を超える支社を展開しています。ラインプファルツ紙によると、同社は2024会計年度に32億5,000万米ドルの売上高を記録しました。PM Internationalは、世界中で1,000人以上を雇用しており、そのうち300人以上がシュパイアーの物流センターで勤務しています（2024年現在。同社の製品は、マルチレベルマーケティングにおける独立ディストリビューター、インターネット、そして自社の直販部隊を通じて販売されています。
PM Internationalは家族経営の会社として運営されており、父ディーター・ゾルクはエンジニアとして同社の建設プロジェクトを担当し、妻のヴィッキー・ゾルク は社会的プロジェクトに携わり、さらにロルフ・ゾルクの母も会社に関与している。
同社は、数々のスポーツチームと提携を図っている。代表的なのはATP・男子プロテニス協会のOfficial Partners & Suppliersであり、ほかにも、男子ドイツ、オーストリア、ポーランドのスキー協会（DSV、ÖSV、PZN）をはじめ、 ドイツアイスホッケー協会（DEB）、ドイツ自転車競技協会（BDR）、 ドイツ陸上競技協会（DLV）、スイススライディング協会（ボブスレーを含む）、スイス、ルクセンブルクのハンドボール協会（SHV、FLH）、 ルクセンブルクのバスケットボール協会（FLBB）などが挙げられる。
2024年7月17日、ATPツアーとフィットラインは複数年にわたるグローバル・パートナーシップ契約を締結しました。この契約により、フィットラインは2026年までATPツアーの公式スポーツ栄養・エナジーバー提供企業に指定されました。

### PM ウィー・ケア
PM Internationalは、自社の取り組み「PM ウィー・ケア」を通じて社会貢献プロジェクトを支援しています。同社はワールド・ビジョンなどの支援団体と協力しています。2023年には、教育・医療プロジェクトおよび人道的緊急支援のために267万ユーロ以上を寄付しました。

## 製品
PM Internationalは、自社ブランド「FitLine」のもとで、健康・フィットネス・美容のための製品を販売している。同社の製品は、ダイレクトセリングに属する独立販売パートナー、インターネット、自社の直営店を通じて独占的に販売されている。同社の製品は、ＧＭＰ基準で製造されており、すべてのサプリメントがドーピングフリーの製品としてケルンリストに掲載されている。QRコードを通じて、選択された製品のTÜV Süd 規格に準拠した試験結果を得ることができる 。

## 社会貢献および研究
PM Internationalは15年以上にわたりワールド・ビジョンを支援しており、2300人の子供たちを支援しているワールド・ビジョンの世界最大の企業スポンサーとしての役割を担っている。2020年の新型コロナウイルス感染症の世界的流行時には、100万ユーロを中央ヨーロッパ地域の支援プロジェクトに寄付している。
2016年以降、PM Internationalはルクセンブルク大公国の国立ルクセンブルク科学技術研究所（LIST）と提携して、食品サプリメントや化粧品の生理活性分子の研究を行っている。

## 受賞歴
- 2018年： ドイツ・デザイン・カウンシルとドイツ・ブランド・インスティテュートが選ぶ「German Brand Award（ジャーマン・ブランド・アワード）」を受賞
- 2018年： 業界誌「Network-Karriere」が選ぶ「Charity Award（チャリティーアワード）」を受賞[26]
- 2018/19年： Netcooにて、「Company of the Year（カンパニー・オブ・ザ・イヤー）」に選出[27]
- 2019年： ドイツ・デザイン・カウンシルとドイツ・ブランド・インスティテュートが選ぶ「German Brand Award（ジャーマン・ブランド・アワード）」を受賞
- 2020年： ドイツ・デザイン・カウンシルとドイツ・ブランド・インスティテュートが選ぶ「German Brand Award（ジャーマン・ブランド・アワード）」を受賞、「健康・医薬品部門の優秀ブランド」に選出[28]
- 2010～2021年： DSN Global 100に掲載。世界の直販企業トップリスト（The Top Direct Selling Companies in the World）にランクイン[29] (2022年第9位)[30]。

- トップ100イノベーター、ドイツで最も革新的な中堅企業に贈られる賞を受賞[31]
- 2021年 : ルフォンティアワード[32]
- 2022年：ブラボー・インターナショナル・グロース・アワード ＋ リーダーシップ・アワード[33]
- 2024年：ドイツデザイン評議会およびドイツブランド研究所による「ジャーマン・ブランド・アワード（ヘルス＆ファーマシューティカル部門）」[34]